# 獨立城 (南里奧格蘭德州)
獨立城（葡萄牙語：Independência）是巴西的城鎮，位於該國南部，由南里奧格蘭德州負責管轄，始建於1965年10月23日，面積357平方公里，海拔高度372米，2010年人口6,618，人口密度每平方公里18.52人。
27°50′0″S 54°11′18″W / 27.83333°S 54.18833°W